# Opuntia spinosibacca
Opuntia spinosibacca är en kaktusväxtart som först beskrevs av M.S. Anthony (pro sp.  Opuntia spinosibacca ingår i släktet fikonkaktusar, och familjen kaktusväxter. Inga underarter finns listade i Catalogue of Life.